# Campeonato Mundial Femenino de Clubes de la FIVB de 2022
El Campeonato Mundial Femenino de Clubes de la FIVB de 2022 fue la decimoquinta edición del Campeonato Mundial de Clubes de la FIVB. Se realizó en la ciudad de Antalya (Turquía) del 14 al 18 de diciembre de 2022. El torneo repitió los finalistas del año anterior, pero esta vez el campeón fue el Imoco Volley Conegliano italiano tras derrotar al VakıfBank İstanbul por tres sets a uno.

## Equipos participantes
| Equipo (Confederación)        | Vía de clasificación         |
| ----------------------------- | ---------------------------- |
| Eczacıbaşı Dynavit (CEV)      | Equipo anfitrión             |
| Dentil Praia Clube (CSV)      | Subcampeón sudamericano 2022 |
| Gerdau Minas (CSV)            | Campeón sudamericano 2022    |
| Imoco Volley Conegliano (CEV) | Subcampeón europeo 2022      |
| Kuanysh (CAV)                 | Campeón asiático 2022        |
| VakıfBank İstanbul (CEV)      | Campeón europeo 2022         |

## Modo de disputa
Los equipos se dividieron en dos grupos de tres integrantes cada uno. Los dos primeros de cada grupo avanzaron a una semifinal en donde se enfrentaron de forma cruzada: el primero del grupo A contra el segundo del grupo B y viceversa. Los ganadores de la semi avanzaron a la final, mientras que los perdedores disputaron un partido por el tercer puesto. Todos los partidos se disputaron en la ciudad costera de Antalya, que recibió por primera vez al torneo.

## Resultados

### Grupo A
| Pos. | Equipo                  | Pts | Partidos | Partidos | Partidos | Sets | Sets | Sets | Puntos | Puntos | Puntos |
| Pos. | Equipo                  | Pts | PJ       | PG       | PP       | SG   | SP   | SR   | PG     | PP     | PR     |
| ---- | ----------------------- | --- | -------- | -------- | -------- | ---- | ---- | ---- | ------ | ------ | ------ |
| 1.º  | Imoco Volley Conegliano | 6   | 2        | 2        | 0        | 6    | 1    | 6.00 | 171    | 147    | 1.163  |
| 2.º  | Eczacıbaşı Dynavit      | 3   | 2        | 1        | 1        | 4    | 3    | 1.33 | 158    | 143    | 1.105  |
| 3.º  | Dentil Praia Clube      | 0   | 2        | 0        | 2        | 0    | 6    | 0.00 | 111    | 150    | 0.740  |

|  | Avanza a semifinales |

Todos los horarios se encuentran en hora local de Antalya, UTC +3
| 14/12/2022 - 16:30 | Eczacıbaşı Dynavit | 3 – 0                         | Dentil Praia Clube | Antalya Sports Hall, Antalya |  |
|                    |                    | ( 25–14 25–15 25–18 ) Reporte |                    |                              |  |

| 15/12/2022 - 16:30 | Imoco Volley Conegliano | 3 – 0                         | Dentil Praia Clube | Antalya Sports Hall, Antalya |  |
|                    |                         | ( 25–22 25–21 25–21 ) Reporte |                    |                              |  |

| 16/12/2022 - 16:00 | Eczacıbaşı Dynavit | 1 – 3                               | Imoco Volley Conegliano | Antalya Sports Hall, Antalya |  |
|                    |                    | ( 18–25 25–21 22–25 18–25 ) Reporte |                         |                              |  |

### Grupo B
| Pos. | Equipo             | Pts | Partidos | Partidos | Partidos | Sets | Sets | Sets | Puntos | Puntos | Puntos |
| Pos. | Equipo             | Pts | PJ       | PG       | PP       | SG   | SP   | SR   | PG     | PP     | PR     |
| ---- | ------------------ | --- | -------- | -------- | -------- | ---- | ---- | ---- | ------ | ------ | ------ |
| 1.º  | VakıfBank İstanbul | 6   | 2        | 2        | 0        | 6    | 0    | MAX  | 151    | 114    | 1.325  |
| 2.º  | Gerdau Minas       | 3   | 2        | 1        | 1        | 3    | 3    | 1.00 | 142    | 123    | 1.154  |
| 3.º  | Kuanysh            | 0   | 2        | 0        | 2        | 0    | 6    | 0.00 | 94     | 150    | 0.627  |

|  | Avanza a semifinales |

Todos los horarios se encuentran en hora local de Antalya, UTC +3
| 14/12/2022 - 19:30 | Vakifbank | 3 – 0                         | Kuanysh | Antalya Sports Hall, Antalya |  |
|                    |           | ( 25–15 25–15 25–17 ) Reporte |         |                              |  |

| 15/12/2022 - 20:00 | Vakifbank | 3 – 0                         | Gerdau Minas | Antalya Sports Hall, Antalya |  |
|                    |           | ( 25–22 26–24 25–21 ) Reporte |              |                              |  |

| 16/12/2022 - 19:00 | Gerdau Minas | 3 – 0                         | Kuanysh | Antalya Sports Hall, Antalya |  |
|                    |              | ( 25–14 25–13 25–20 ) Reporte |         |                              |  |

### Ronda final
|  | Semifinales             | Semifinales        |   |                 | Final                   | Final |  |
|  |                         |                    |   |                 |                         |       |  |
|  |                         |                    |   |                 |                         |       |  |
|  | 17 de diciembre         |                    |   |                 |                         |       |  |
|  | Imoco Volley Conegliano | 3                  |   |                 |                         |       |  |
|  | Gerdau Minas            | 0                  |   |                 |                         |       |  |
|  |                         |                    |   |                 |                         |       |  |
|  |                         |                    |   |                 | 18 de diciembre         |       |  |
|  |                         |                    |   |                 | Imoco Volley Conegliano | 3     |  |
|  |                         | VakıfBank İstanbul | 1 |                 |                         |       |  |
|  |                         |                    |   |                 |                         |       |  |
|  |                         |                    |   |                 |                         |       |  |
|  |                         |                    |   |                 | Tercer lugar            |       |  |
|  | 17 de diciembre         | 17 de diciembre    |   | 18 de diciembre | 18 de diciembre         |       |  |
|  | VakıfBank İstanbul      | 3                  |   | Gerdau Minas    | 1                       |       |  |
|  | Eczacıbaşı Dynavit      | 0                  |   |                 | Eczacıbaşı Dynavit      | 3     |  |

#### Semifinales
| 17/12/2022 - 16:30 | Imoco Volley Conegliano | 3 – 0                         | Gerdau Minas | Antalya Sports Hall, Antalya |  |
|                    |                         | ( 25–12 25–17 25–21 ) Reporte |              |                              |  |

| 17/12/2022 - 20:00 | Vakifbank | 3 – 0                         | Eczacıbaşı Dynavit | Antalya Sports Hall, Antalya |  |
|                    |           | ( 25–21 25–19 25–23 ) Reporte |                    |                              |  |

#### Partido por el tercer puesto
| 18/12/2022 - 16:00 | Gerdau Minas | 1 – 3                               | Eczacıbaşı Dynavit | Antalya Sports Hall, Antalya |  |
|                    |              | ( 22–25 25–23 10–25 21–25 ) Reporte |                    |                              |  |

#### Final
| 18/12/2022 - 16:00 | Imoco Volley Conegliano | 3 – 1                               | Vakifbank | Antalya Sports Hall, Antalya |  |
|                    |                         | ( 25–18 22–25 25–21 25–21 ) Reporte |           |                              |  |

| Campeón Imoco Volley Conegliano 2° título |

## Equipo ideal
Finalizado el torneo, la organización designó un equipo ideal formado por:
- Armadora: Joanna Wołosz (Imoco Volley Conegliano)
- Opuesta: Isabelle Haak (Imoco Volley Conegliano)
- Puntas-receptoras: Kelsey Robinson (Imoco Volley Conegliano) y Gabriela Guimarães (VakifBank SK)
- Centrales: Chiaka Ogbogu (VakifBank SK) y Zehra Gunes (VakifBank SK)
- Líbero: Monica De Gennaro (Imoco Volley Conegliano)
- Jugadora más valiosa (MVP): Isabelle Haak (Imoco Volley Conegliano)